# Горіле (Логойський район)
Горіле (біл. вёска Гарелое) —  село (веска) в складі Логойського району розташоване в Мінській області Білорусі, підпорядковане Задор'євській сільській раді.
Село Горіле розташоване в центральних районах Білорусі, у північній частині Мінської області - орієнтовне розташування [Архівовано 1 лютого 2018 у Wayback Machine.].